# Miquan
Miquan – dawne miasto w północno-zachodnich Chinach, w Sinciangu; od 2007 roku część dzielnicy Urumczi o nazwie Midong, powstałej w wyniku połączenia Miquan z dzielnicą Dongshan. W 2007 roku ok. 200 tys. mieszkańców.